# Воронежская область
Воро́нежская о́бласть — субъект Российской Федерации, область в европейской части России.
Образована 13 июня 1934 года.
Дата принятия Постановления Президиума ВЦИК РСФСР от 13 июня 1934 года об образовании Воронежской области является памятным днём — Днём области. Исторически области предшествовала Воронежская губерния, образованная в 1725 году.
Входит в состав Центрального федерального округа.
Административный центр области — город Воронеж (расстояние до Москвы по автодорогам — около 515 км).
На юге граничит с одной областью Украины — Луганской; и областями России: на западе — с Белгородской областью, на северо-западе — с Курской, на севере — с Липецкой, на северо-востоке — с Тамбовской, на юго-востоке — с Волгоградской и Ростовской, на востоке — с Саратовской.

## История

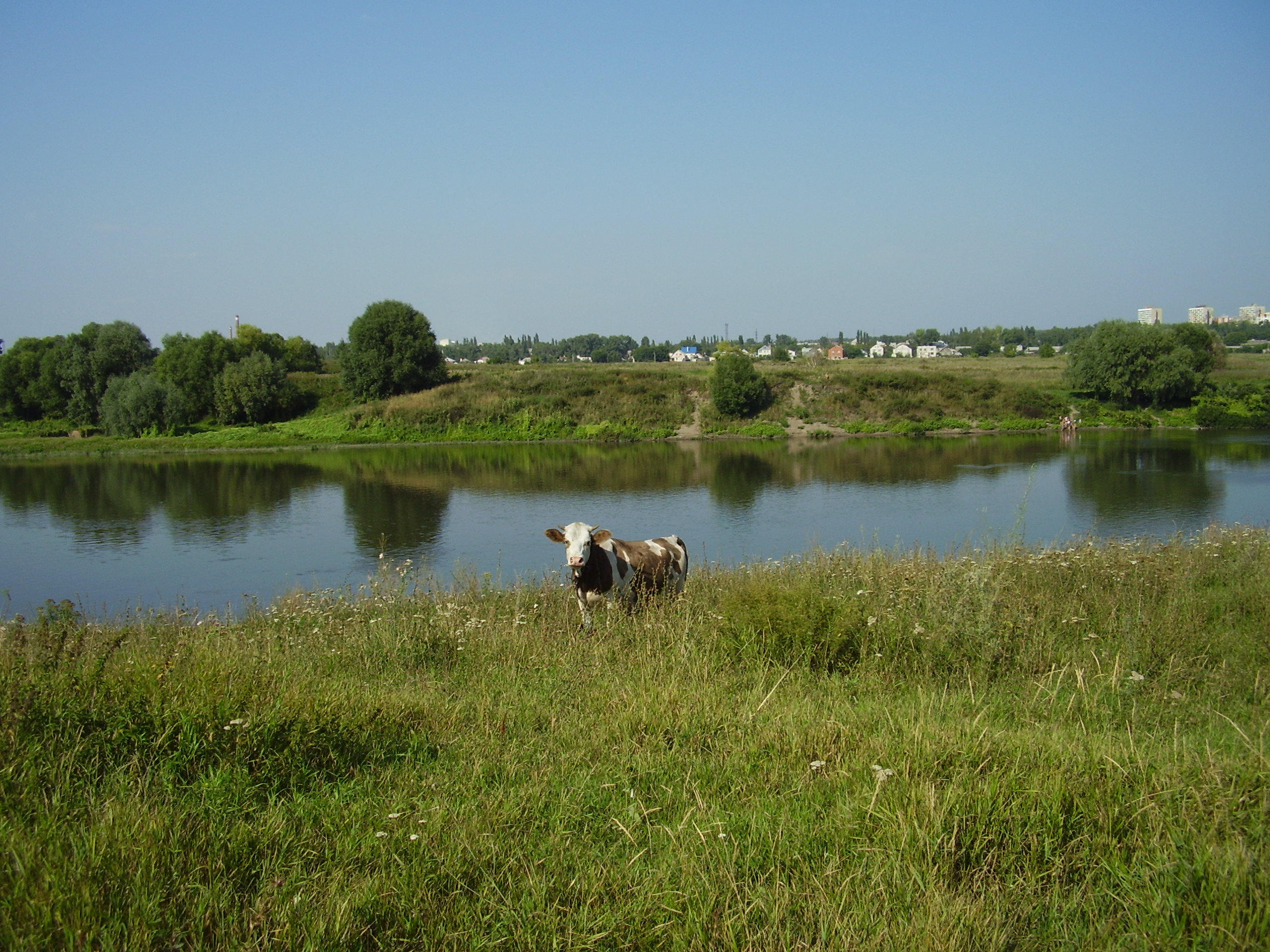
Река Дон у микрорайона Придонской под Воронежем

В Воронежском крае первые стоянки кроманьонцев были в период верхнего (позднего) палеолита на Дону, у села Костёнки (Костёнковские стоянки), а также под Воронежем (Маркина гора), у сёл Александровка и Борщёво.
- У хутора Мостище в Острогожском районе существует памятник эпохи бронзы — каменный лабиринт. Мостищенский лабиринт является первым известным мегалитическим сооружением средней полосы России.
- В VII—III века до нашей эры в степях Нижнего Дона жили скифские племена. Они занимали и южную часть современной Воронежской области.
- Стоянки людей эпохи бронзы обнаружены в г. Воронеже (Левобережный район), вблизи станции Сомово, в Лисках, Костёнках, Масловке и других местах.
- В IV веке через донские степи с востока на запад прошли гунны.
- В VII веке степная часть территории Воронежского края вошла в состав Хазарского каганата.
- В VIII веке на Воронеже и среднем Дону появляется славянское население (роменско-борщёвская культура)[7].
- В VIII веке здесь появляются печенеги, в середине XI века приходят половцы.
- IX—X века. Маяцкое городище (салтово-маяцкая культура)
- В период феодальной раздроблённости территория региона входила в Рязанское и Черниговское княжества.
- В 1237 году «на Воронеже» произошла первая битва между дружинами русских князей Игоря Рязанского и Олега Муромского и воинами Батыя.

Формирование границ Воронежского края тесно связано с основанием Воронежa (1585—1586 гг.) и строительством Воронежских сторож, охватывающих междуречье Дона с низовьями рек Воронеж, Битюг, Тихая Сосна.
- В XVII веке Воронеж становится центром Воронежского уезда, в который по переписи 1678 года входили четыре стана: Карачунский, Борщёвский, Усманский и Чертовицкий.
- 1711 год — Воронеж стал губернским городом.
- С 1711 по 1725 годы Воронеж становится административным центром огромной Азовской губернии, территория которой простиралась от Нижнего Новгорода на севере до Азовa на юге, и от Старого Оскола на западе до Саратовa на востоке.
- С 1725 по 1928 годы называлась Воронежская губерния

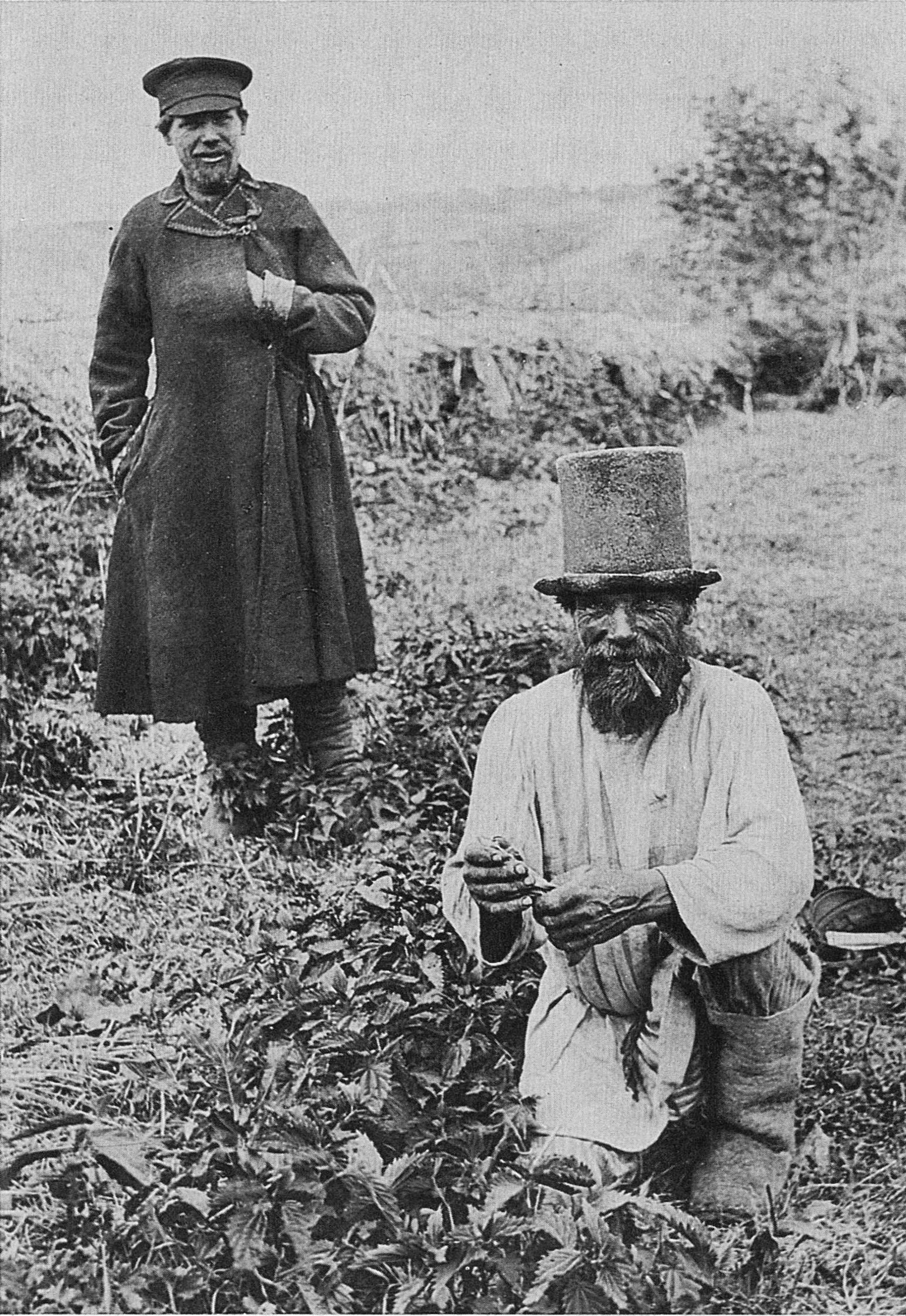
Крестьяне в повседневной одежде. Воронежская губерния, 1908 г.

 Под влиянием Крестьянской войны (1773—1775) в 1775 году в России началась новая административная реформа, в ходе которой появилась должность наместника. Он наделялся чрезвычайными полномочиями и подчинялся только императрице. Воронежское наместничество было создано в 1779 году. В 1782—1783 годах наместником Воронежским и Харьковским был назначен Василий Алексеевич Чертков.
- В 1779 году резко сократились размеры губернии. В её составе осталось 15 уездов: Беловодский, Бирюченский, Бобровский, Богучарский, Валуйский, Воронежский, Задонский, Землянский, Калитвянский, Коротоякский, Купянский, Ливенский, Нижнедевицкий, Острогожский, Павловский.
- 1802 год — Из состава губернии выходит Купянский, а входит Новохопёрский уезд.
- 1824 год — Из состава Воронежской губернии выходят два уезда: Беловодский и Калитвянский.
- 14 мая 1928 года — Постановлением ВЦИК образована Центрально-Чернозёмная область, куда вошли четыре губернии: Воронежская, Курская, Орловская и Тамбовская, с административным центром в г. Воронеже.

Карта Центрально-Чернозёмной области

- 13 июня 1934 года — Постановлением ВЦИК Центрально-Чернозёмная область разделена на Воронежскую и Курскую области.
- 27 сентября 1937 года — Из состава Воронежской области выделена Тамбовская область. 5 районов были переданы в состав созданной Орловской области.

В годы ежовщины в Воронежской области тройка действовала с августа 1937 года по ноябрь 1938 год. В состав её входили (в разное время): секретари обкома партии — Михайлов, Ярыгин, Никитин; начальники УНКВД — Коркин, Денисов; областные прокуроры — Каминский, Кушнарёв, Никиточкин, Терещенко, Андреев.
- 6 января 1954 года — Значительные западные и северные территории переданы в созданные Белгородскую и Липецкую области. Значительные изменения коснулись также восточных и южных окраин Воронежской области: территории Богучарского и Кантемировского районов отошли к Каменской области, а территории Борисоглебского, Грибановского, Терновского и Новохопёрского районов — к Балашовской области.
- 19 ноября 1957 года — Районы, входившие в состав ликвидированных Каменской и Балашовской областей, возвращены в состав Воронежской области, после чего территория Воронежской области остаётся неизменной.

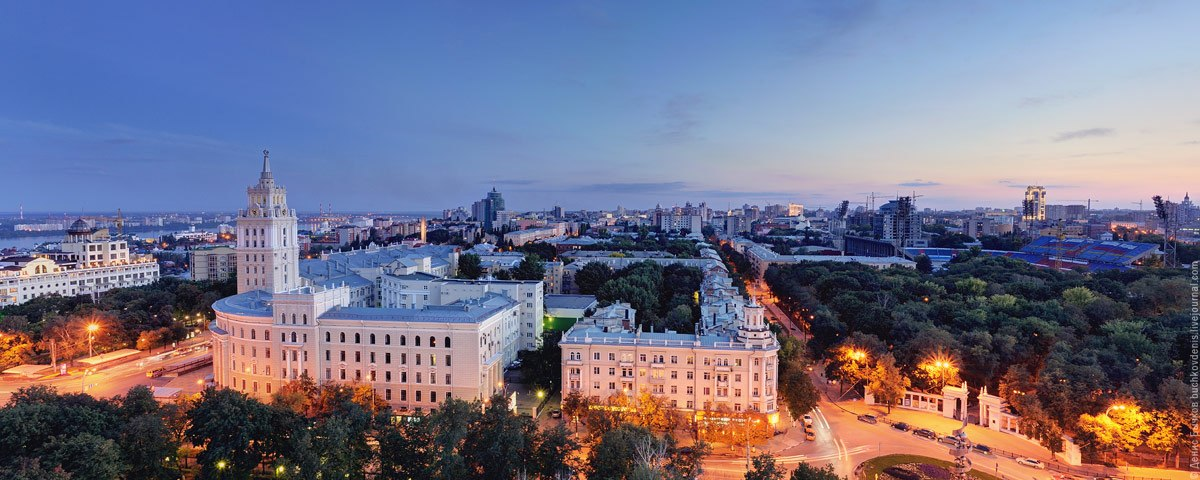
Областной центр региона город Воронеж

9 октября 2008 года под Дубовкой на месте массовых расстрелов в 1937—1938 годах был открыт Памятник жертвам репрессий.
Воронежская область сильно пострадала в ходе природных пожаров летом 2010, вызванных аномальной жарой.
Воронежская область стала одним из регионов, пострадавших из-за мятежа, организованного ЧВК «Вагнер» в 2023 году.

## Физико-географическая характеристика

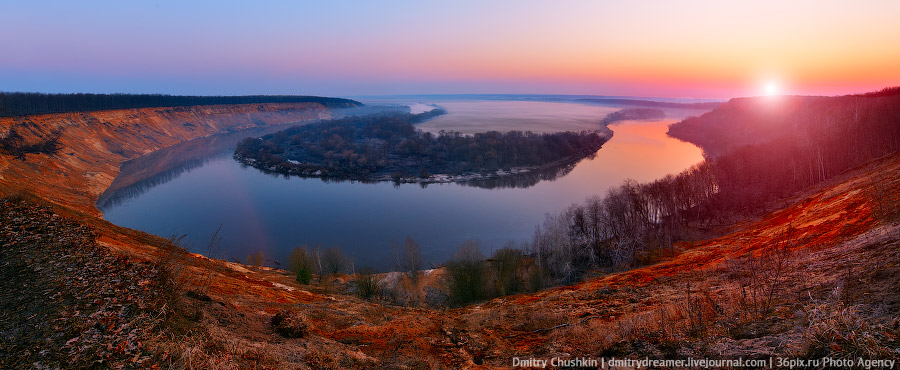
Рассвет в Кривоборье

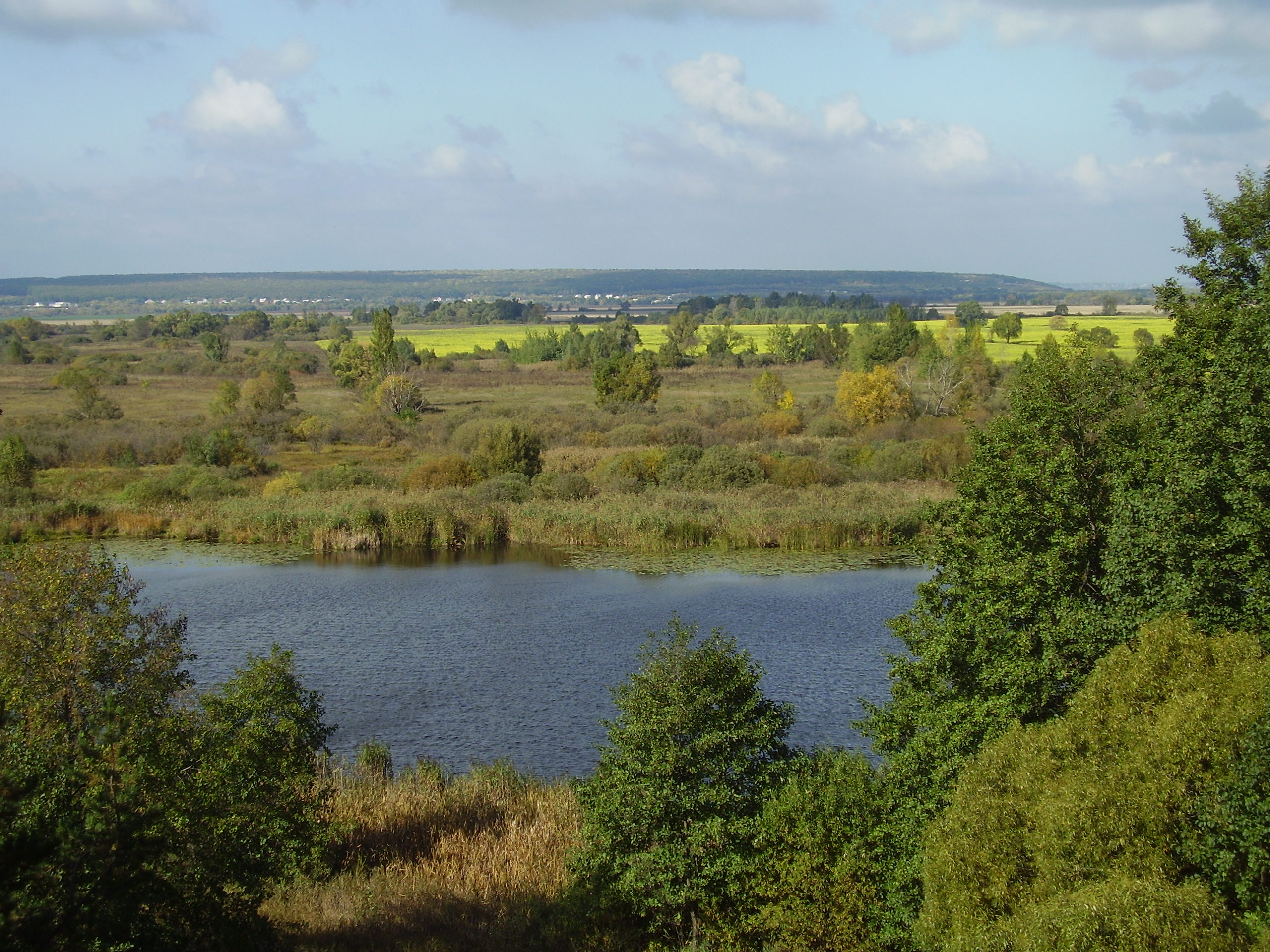
Вид на озеро у мкрн Подклетное под Воронежем

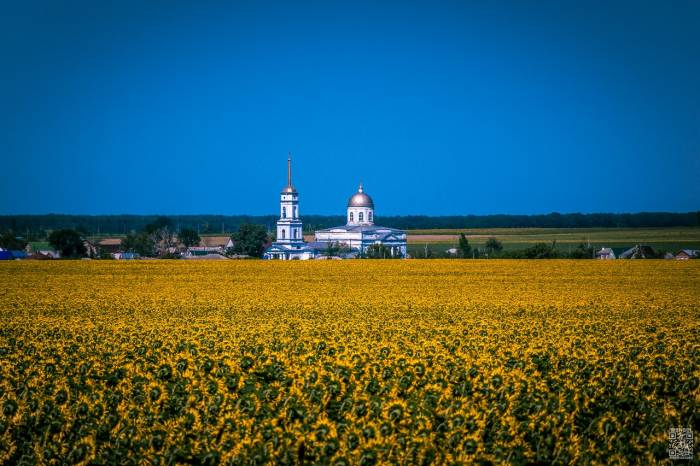
Подсолнечное поле у села Боево. Каширского района.

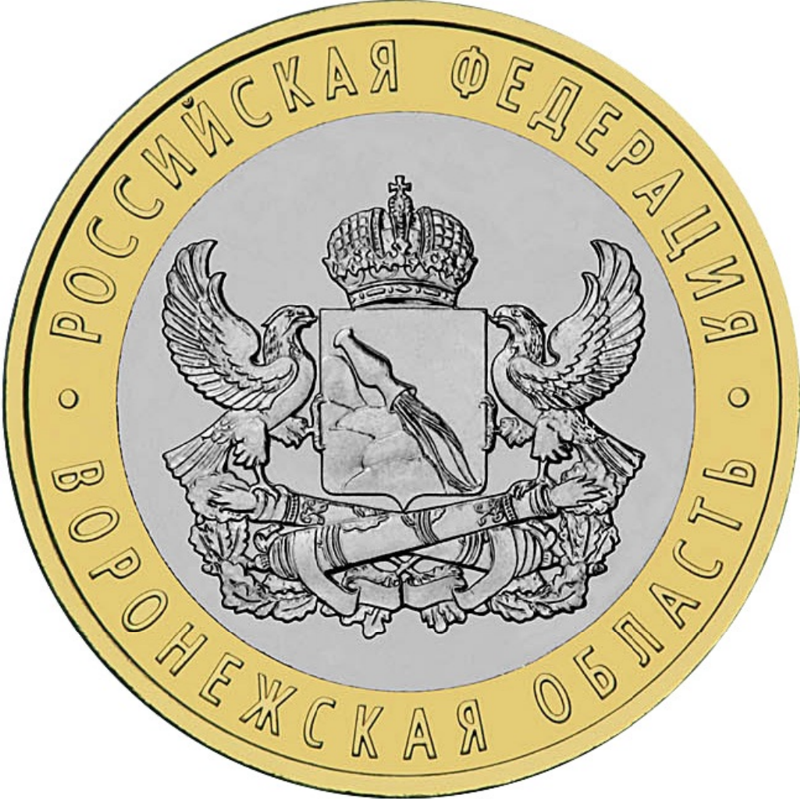
Памятная монета Банка России номиналом 10 рублей (2011)

### География

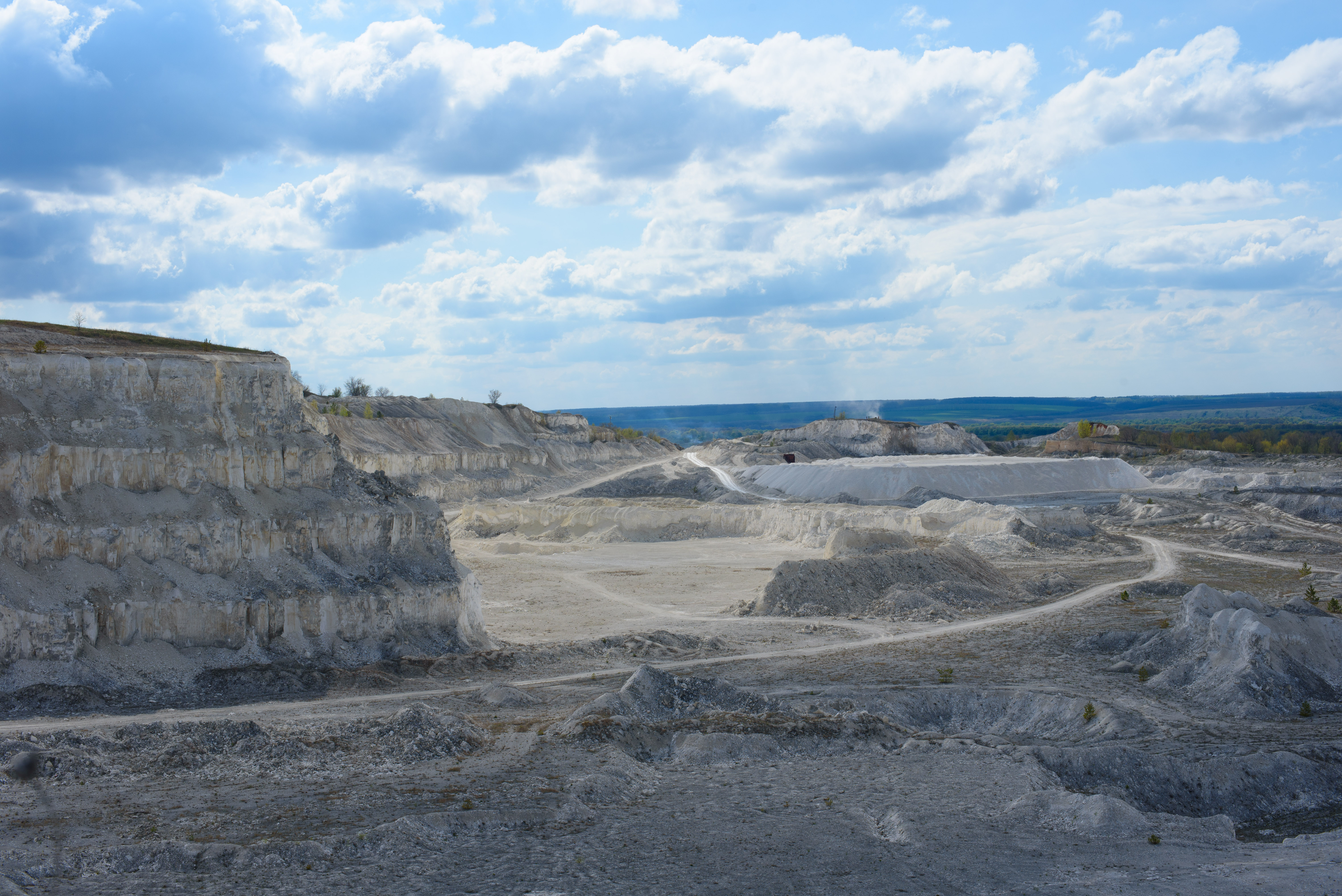
Меловой каньон около села Дивногорье

Воронежская область расположена в центральной полосе европейской части России, в крайне выгодном стратегическом месторасположении, в узле транспортных коммуникаций, идущих в индустриальные регионы РФ и стран СНГ. В радиусе 960 километров (12 часов езды со скоростью 80 км/ч) вокруг Воронежа проживает более 50 % населения страны. Это считается экономически эффективным транспортным «плечом». 

Регионы-соседи: Ростовская, Волгоградская, Тамбовская, Курская, Белгородская, Липецкая, Саратовская, Орловская области, а также Луганская Народная Республика.
Площадь территории области — 52,2 тыс. км², что составляет около трети площади всего Черноземья. Протяжённость области с севера на юг — 277,5 км, с запада на восток — 352 км.
Территория Воронежской области больше территории таких Европейских стран, как Дания (43 098 км²), Нидерланды (41 526 км²), Швейцария (41 284 км²), Бельгия (32 545 км²), Словакия (49 034 км²).

### Часовой пояс
Воронежская область находится в часовой зоне, обозначаемой по международному стандарту как Moscow Time Zone (MSK). Разница со Всемирным временем UTC составляет +3:00.

### Климат
Климат на территории области — умеренно континентальный со средней температурой января −9 °C, июля +20,5 °C и со среднегодовой температурой от +4,5 °C на северо-востоке области до +7,5 °C на крайнем юге. Осадков выпадает от 600 мм на северо-западе до 450 мм на юго-востоке. На климат области влияет и идущая из Прибайкалья, Алтая и Монголии через Казахстан климаторазделющая ось (ось Воейкова), проходящая Воронежскую область с востока из Саратовской области и пересекающая восточные и центральные районы к северу от Борисоглебска, выходящая за пределы области в Острогожском районе. Весной она подымается в среднем на юг Тамбовской, Липецкой, Курской областей. В конце мая на юго-восток области выходит полярный фронт, который подымается до северо-запада Воронежской области в начале августа или иногда выходит за её пределы совсем.

### Природа
Большая часть области представляет собой лесостепь, но на юго-востоке имеется обширная степная зона. Особенностью области является наличие ряда крупных массивов преимущественно хвойного леса (сосновых боров), а также дубрав, при том, что такой тип растительности не характерен для южных регионов России.
Среди почв преобладают чернозёмы.
На территории области расположено 738 озёр и 2408 прудов, протекает 1343 реки длиной более 10 км. Главная река — Дон, 530 из своих 1870 км протекает по территории области, образуя бассейн площадью 422 000 км².

### Полезные ископаемые
Минерально-сырьевая база Воронежской области представлена месторождениями нерудного сырья, в основном строительными материалами (пески, глины, мел, граниты, цементное сырьё, охра, известняк, песчаник) особенно в западных и южных районах региона. На территории Семилукского, Хохольского и Нижнедевицкого районов области имеются запасы фосфоритов. Область обладает большими запасами мела. В Воронежской области имеются существенные запасы никеля, меди и платины, разработкой месторождений которых в 2012 году занялось «УГМК».

## Население
Численность населения области по данным Госкомстата России составляет 2 260 045 чел. (2025). Плотность населения — 43,28 чел./км2 (2025). Городское население — 
69,8 % (2022).

### Урбанизация
Доля городского населения по данным всесоюзных и всероссийских переписей:

### Национальный состав населения
В таблицу ниже включены 5 национальностей, численность которых по переписи 2010 года более 5 тысяч человек. Сортировка дана по последней переписи.
|                             | 1926 чел. | %        | 1939 чел. | %        | 1959 чел. | %        | 1970 чел. | %        | 1979 чел. | %        | 1989 чел. | %        | 2002 чел. | % от всего | % от указав- ших нацио- наль- ность | 2010 чел. | % от всего | % от указав- ших нацио- наль- ность |
| --------------------------- | --------- | -------- | --------- | -------- | --------- | -------- | --------- | -------- | --------- | -------- | --------- | -------- | --------- | ---------- | ----------------------------------- | --------- | ---------- | ----------------------------------- |
| Всего                       | 3308023   | 100,00 % | 3551329   | 100,00 % | 2368740   | 100,00 % | 2526928   | 100,00 % | 2482776   | 100,00 % | 2466661   | 100,00 % | 2378803   | 100,00 %   |                                     | 2335380   | 100,00 %   |                                     |
| Русские                     | 2211092   | 66,84 %  | 3113269   | 87,66 %  | 2172479   | 91,71 %  | 2355943   | 93,23 %  | 2320418   | 93,46 %  | 2304620   | 93,43 %  | 2239524   | 94,14 %    | 94,62 %                             | 2124587   | 90,97 %    | 95,50 %                             |
| Украинцы                    | 1078552   | 32,60 %  | 402710    | 11,34 %  | 176845    | 7,47 %   | 145828    | 5,77 %   | 135171    | 5,44 %   | 122622    | 4,97 %   | 73716     | 3,10 %     | 3,11 %                              | 43054     | 1,84 %     | 1,94 %                              |
| Армяне                      | 406       | 0,01 %   | 1318      | 0,04 %   | 721       | 0,03 %   | 855       | 0,03 %   | 1115      | 0,04 %   | 1865      | 0,08 %   | 8813      | 0,37 %     | 0,37 %                              | 10369     | 0,44 %     | 0,47 %                              |
| Цыгане                      | 1642      | 0,05 %   | 1761      | 0,05 %   | 2030      | 0,09 %   | 1988      | 0,08 %   | 2649      | 0,11 %   | 3953      | 0,16 %   | 4779      | 0,20 %     | 0,20 %                              | 5153      | 0,22 %     | 0,23 %                              |
| Азербайджанцы               |           |          | 150       | 0,00 %   | 199       | 0,01 %   | 400       | 0,02 %   | 779       | 0,03 %   | 3167      | 0,13 %   | 4177      | 0,18 %     | 0,18 %                              | 5085      | 0,22 %     | 0,23 %                              |
| другие                      | 16331     | 0,49 %   | 31330     | 0,88 %   | 16427     | 0,69 %   | 21914     | 0,87 %   | 22644     | 0,91 %   | 30419     | 1,23 %   | 35937     | 1,51 %     | 1,52 %                              | 36383     | 1,56 %     | 1,64 %                              |
| указавшие национальность    |           |          | 3550538   | 99,98 %  | 2368701   | 100,00 % |           |          | 2482776   | 100,00 % | 2466646   | 100,00 % | 2366946   | 99,50 %    |                                     | 2224631   | 95,26 %    |                                     |
| не указавшие национальность |           |          | 791       | 0,02 %   | 39        | 0,00 %   |           |          | 0         | 0,00 %   | 15        | 0,00 %   | 11857     | 0,50 %     |                                     | 110749    | 4,74 %     |                                     |

### Национальный состав
По итогам переписи населения 2020 года проживали следующие национальности (национальности менее 0,1 % и другое, см. в сноске к строке «Другие»):
| Национальность | Численность, чел. | Доля     |
| -------------- | ----------------- | -------- |
| Русские        | 2 081 246         | 90,14 %  |
| Украинцы       | 13 260            | 0,57 %   |
| Армяне         | 10 908            | 0,47 %   |
| Цыгане         | 5197              | 0,23 %   |
| Таджики        | 4678              | 0,20 %   |
| Азербайджанцы  | 4155              | 0,18 %   |
| Узбеки         | 3707              | 0,16 %   |
| Турки          | 3248              | 0,14 %   |
| Другие         | 182 393           | 9,00 %   |
| Итого          | 2 308 792         | 100,00 % |

## Экономика
По структуре хозяйства Воронежская область индустриально-аграрная.
Отраслью специализации региона является пищевая промышленность (27 %; отрасль специализируется на производстве сахара-песка, маслобойно-жировой и мясной продукции), второе место занимают машиностроение и металлообработка (23 %), третье место — электроэнергетика (18 %).
В составе промышленности преобладают машиностроение, электроэнергетика, химическая индустрия и отрасли по переработке сельскохозяйственного сырья; на них приходится 4/5 общего объёма выпускаемой промышленной продукции.
По темпам прироста ВРП Воронежская область впервые за более чем 20 лет вошла[когда?] в пятёрку наиболее динамично развивающихся регионов России.
В 2017 году Агентство стратегических инициатив составило национальный рейтинг состояния инвестиционного климата, в котором Воронежская область поднялась на седьмое место в Российской Федерации. Воронежская область впервые за новейшую историю заняла первое место среди всех регионов РФ по показателю индекса промпроизводства, который составил ↗129,4 % в 2012 году.
В состав Воронежской городской агломерации входят города Нововоронеж, Семилуки, пгт Рамонь (туризм), с. Новая Усмань.
Россошь (59 568 чел.) — второй по величине город области. Известна производством химических удобрений, извести, полимерных плёнок, переработкой сельскохозяйственной продукции.
Борисоглебск (57 682 чел.) — специализируется на производстве химического оборудования и переработке сельскохозяйственной продукции. Имеется крупное производство чулочно-трикотажных изделий.
Лиски (51 778 чел.) — известен как один из крупнейших железнодорожных узлов России и переработкой сельскохозяйственной продукции.

### Сельское хозяйство
На 1 января 2021 года сельское население 738.562 человек, 32 % населения Воронежской области.
В целом профиль сельского хозяйства — с посевами подсолнечника и зерновых культур, молочно-мясным скотоводством, свиноводством и овцеводством.
Очень плодородный чернозём области находится близко к экспортным терминалам Чёрного моря, благодаря чему удобно поставлять зерно крупным импортёрам пшеницы в Северной Африке и на Ближнем Востоке, например, Турции и Египту.
Объём производства продукции сельского хозяйства в 2020 году составил 214,0 млрд рублей. Индекс 99,3 %.
Животноводство
На 1 января 2020 года в хозяйствах всех категорий насчитывалось 489,8 тыс. голов крупного рогатого скота, из них коров 186,2 тыс. голов, 1418,4 тыс. свиней, 211,9 тыс. овец и коз, 4,3 тыс. лошадей, 11865 тыс. голов птицы.
В 2020 году в хозяйствах всех категорий произведено на убой скота и птицы (в живом весе) 552,3 тыс. тонн (+2,7 %), Воронежская область вышла на 1 место в ЦФО по производству молока 1 023,1 тыс. тонн (+4,3 %), производство яиц составило 760 млн штук (+0,3 %).
В 2020 году средний надой на корову 7 837 кг (+345 кг).
В 2013 году произвели 372,2 тыс. тонн мяса.
В 2014 году произведено яиц — 925,6 млн штук.
Производство молока в 2013 году 755,7 тыс. тонн.
В 2014 году возросло на 4,2 % до ↗788 тыс. тонн, по этому показателю Воронежская область занимает первое место в ЦФО. Надои молока в 2014 году увеличились на 10,9 % и составили 5545 кг. Лидерами по содержанию поголовья на 100 га сельхозугодий являются Лискинский район, Рамонский район, Бобровский район и Верхнехавский район.
Растениеводство
Основным по значению ресурсом области являются обыкновенные, а также мощные и тучные чернозёмы, занимающие основную часть территории региона. Воронежская область — крупный поставщик сельскохозяйственной продукции: производит зерно, в основном, пшеницу, сахарную свёклу, подсолнечник и другие технические культуры, картофель и овощи.
Посевная площадь в 2019 году 2638,5 га, из них зерновые 1508,1 га.
Урожай зерновых и зернобобовых культур в 2020 году стал рекордным за всю историю полеводства области, составив 6 миллионов тонн. Средняя урожайность в 2015—2020 годах превысила средние значения 2000—2010 годов на 15 центнеров и составила 40 ц/га. 70 % обследованного зерна является продовольственным (из них 41 % — четвёртого класса, 27 % — третьего, 2 % — 1 и 2 классов), 30 % — фуражным.
Воронежская область лидирует в России по урожайности гречихи, с показателем 10,7 ц/га уступая лишь Курской области и Кемеровской области.

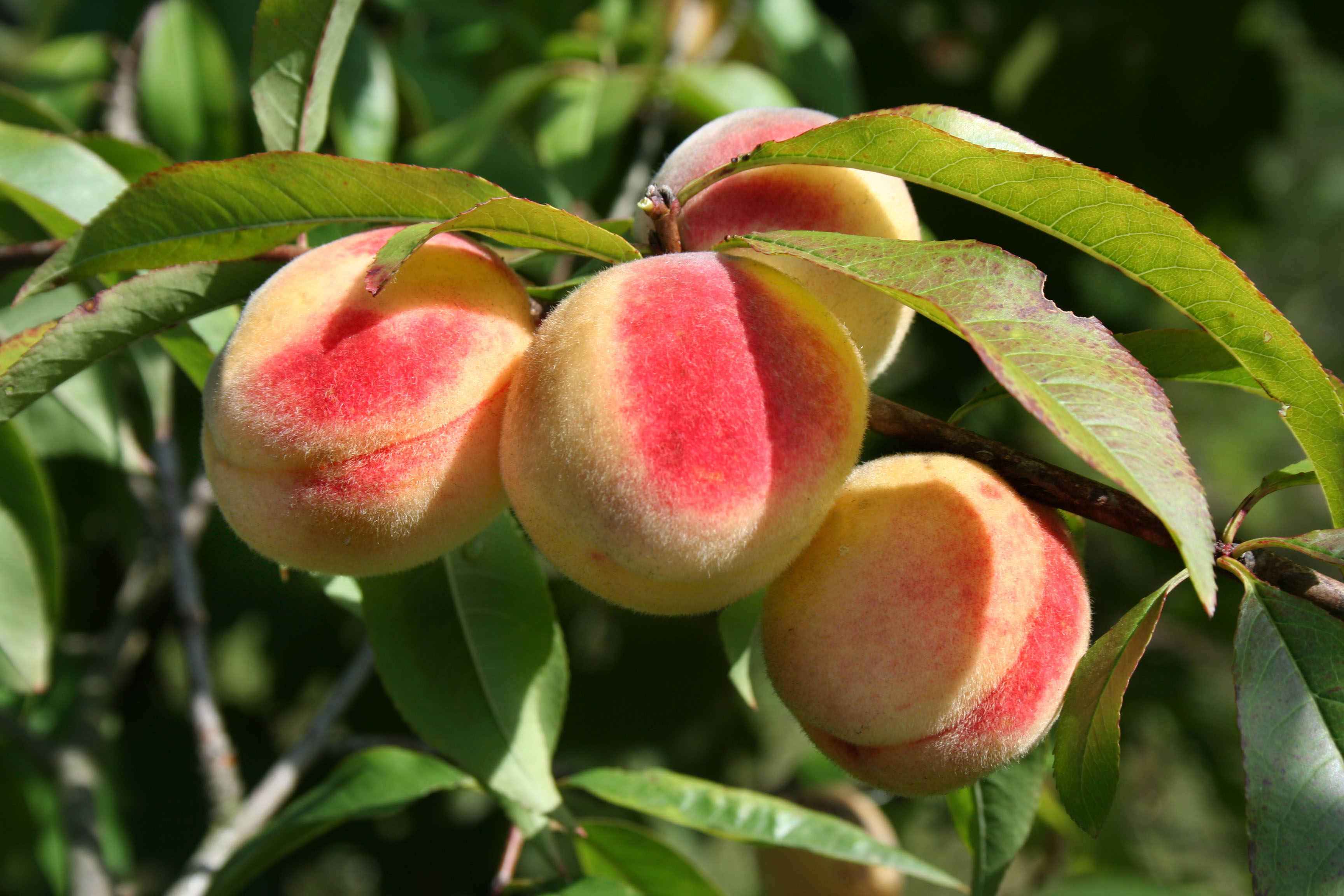
Персики на ветке

В 2014 году Воронежская область заняла первое место в России по валовому сбору картофеля в хозяйствах всех категорий, было собрано 1,757 млн т картофеля.
Свёклосахарный комплекс Воронежской области по выработке свёкловичного сахара является крупнейшим в Черноземье. Впервые в истории земледелия области в 2011 году получены рекордные урожаи сахарной свёклы (фабричной) — 6 млн 992 тыс. тонн (в 3,9 раза больше уровня 2010 года).
Плодоводство
В южной четверти области выделяется особый сельскохозяйственный район с чернозёмами южного типа: безморозный период здесь увеличивается до 240 и более дней, ГТК с изотермой +10 °C повышается до 3000[уточнить] и более °C, а снежный покров в некоторые зимы не образуется вовсе.
В этом регионе можно выращивать культурные сорта винограда, грецкие орехи, персики, хурму, зимостойкие формы инжира, кустарниковые формы которого переносят морозы до −16 °C.
| тыс. гектар | 3311 | 2985,5 | 2725,3 | 2319,1 | 2147,9 | 2336,6 | 2590,5 |

### Промышленность
В составе промышленности преобладают машиностроение,  химическая индустрия и отрасли по переработке сельскохозяйственного сырья; на них приходится 4/5 общего объёма выпускаемой промышленной продукции.
Промышленность области специализируется на производстве станков, металлических мостовых конструкций, кузнечно-прессового и горно-обогатительного оборудования, электронной техники, пассажирских самолётов-аэробусов (см. авиапром России), синтетического каучука и шин, огнеупорных изделий.
Ракетная техника: КБХА, Грибановский машиностроительный завод (п.г.т. Грибановский)
На базе разведанного минерального сырья в Воронежской области работает ряд предприятий, наиболее крупными из которых являются ОАО «Павловск неруд», ОАО «Воронежское рудоуправление», Семилукский и Воронежский комбинаты стройматериалов, холдинг «Евроцемент груп», ЗАО «Копанищенский комбинат стройматериалов», «Журавский охровый завод» и многие другие.
В области идёт освоение минеральных подземных вод.

### Электроэнергетика
По состоянию на декабрь 2020 года, на территории Воронежской области эксплуатировались три электростанции общей мощностью 4262,9 МВт, в том числе одна АЭС и две тепловые электростанции. В 2019 году они произвели 22 807 млн кВт·ч электроэнергии. Особенностью энергетики региона является резкое доминирование одной электростанции — Нововоронежской АЭС, на которую приходится более 90 % всей выработки электроэнергии.

### Транспорт
Автомобильный
По территории Воронежской области проходят:
- федеральная автомагистраль E 115—М4 «Москва—Новороссийск»;
- федеральная автомагистраль E 119—Р22 «Москва—Астрахань»;
- трасса «Белгород—Россошь—М4»;
- трасса Р193 «Воронеж—Тамбов»;
- трасса E 38—Р298 «Курск—Р22»;
- трасса А258 «М4—Кантемировка—Луганск».

Железнодорожный

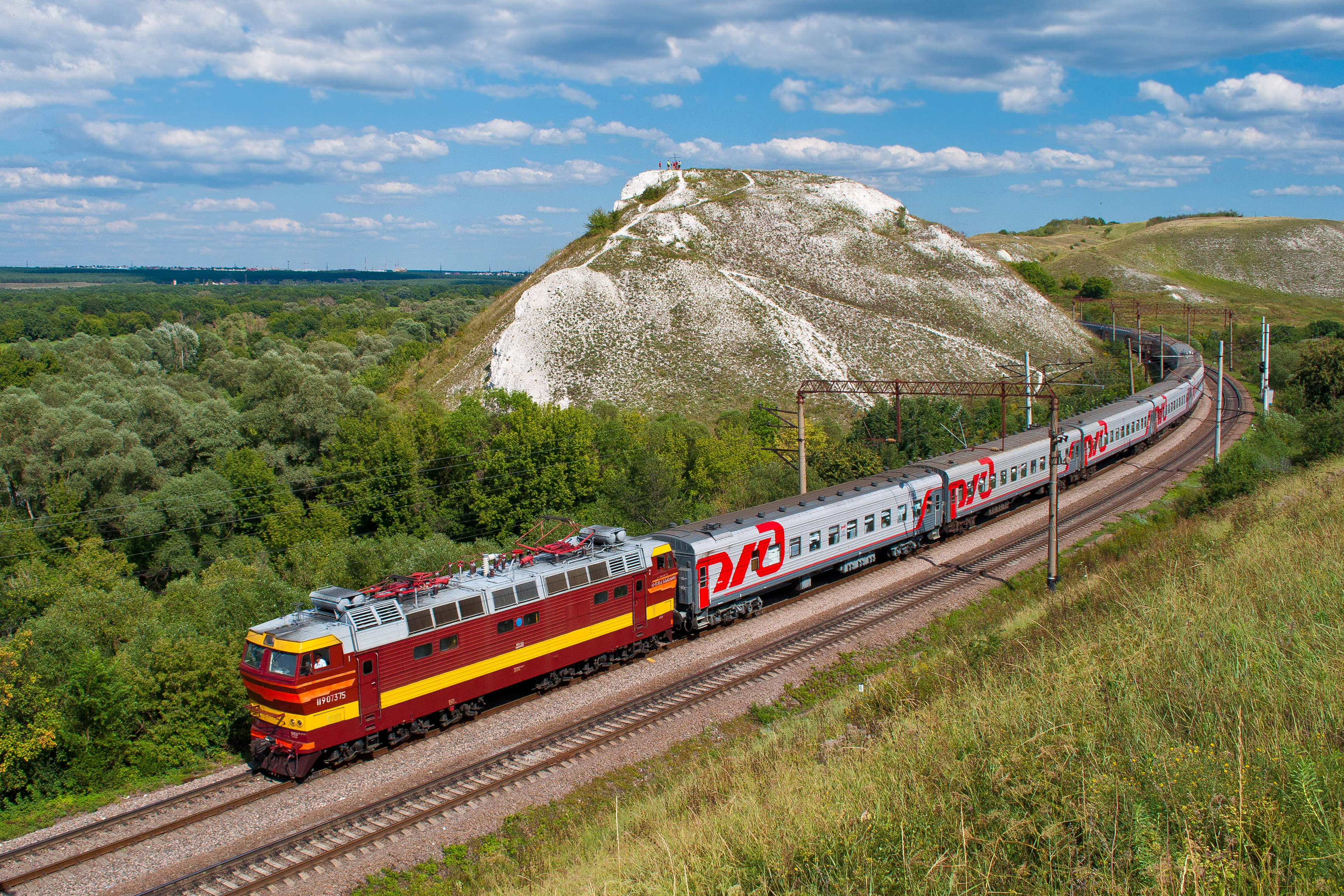
Поезд на фоне горы Шатрище

В Воронежской области находятся железные дороги, принадлежащие ОАО «РЖД» и относящиеся к Юго-Восточной железной дороге.
Основные магистрали пролегают в меридиональном от станции Графская до станции Гартмашевка (центр — юг) и в широтном от станции Засимовка до станции Кардаил (Харьков — Пенза) направлениях и пересекаются на станции Лиски. Это двухпутные электрифицированные на переменном токе напряжением 25 кВ дороги, к которым примыкают однопутные тупиковые ветви Графская — Анна, Колодезная — Нововоронежская, Россошь — Ольховатка; Таловая — Бутурлиновка — Калач/Павловск-Воронежский и электрифицированная Графская-Рамонь.
Также по территории региона проходят магистральные однопутные линии на тепловозной тяге: это направления Воронеж — Курск от станции Отрожка до станции Нижнедевицк (с ветвью Ведуга — Хохольская) и Грязи — Волгоград от станции Терновка до станции Дуплятка, а также небольшая часть ветви Оборона — Эртиль.
Общая протяжённость железнодорожных линий в области — более 1100 км.
Крупнейшие станции — Лиски, Россошь, Поворино, Отрожка, Воронеж-Курский, Придача, Воронеж-1, Таловая, Подклетное. Основные железнодорожные узлы — Лискинский, Поворинский и Воронежский. Локомотивные депо — Отрожка (электропоезда ЭД9М, ЭД9Т и дизель-поезда РА2, мотрисы АЧ2), Лиски (грузовые электровозы ВЛ80 разных индексов), Россошь (пассажирские электровозы ЧС4Т и ЭП1М).
Водный
Основные транспортные водные артерии области — реки Дон (судоходен ниже Лисок) и Хопёр (судоходен ниже Новохопёрска). Длина судоходных внутренних водных путей на 2019 год — 580 км. Единственный речной порт области находится на реке Дон в Лисках; порт в Воронеже на одноимённой реке (судоходна в нижнем течении) не функционирует из-за обмеления реки Дон.

### Бюджет области
Доходы бюджета на 2023 год составят 156,7 млрд рублей; расходы 170,6 млрд рублей
Налоговые отчисления в федеральный бюджет областью в 2020 году составили 143,6 млрд рублей.
Валовой региональный продукт Воронежской области, млрд рублей:
| 2008 год | 2009 год | 2010 год | 2011 год | 2012 год | 2013 год | 2014 год | 2015 год | 2016 год | 2017 год | 2018 год |
| -------- | -------- | -------- | -------- | -------- | -------- | -------- | -------- | -------- | -------- | -------- |
| ↗287,0   | ↗ 301,7  | ↗ 346,5  | ↗ 474,9  | ↗ 564,0  | ↗ 611,7  | ↗ 717,7  | ↗ 806,0  | ↗ 841,4  | ↗ 865,2  | ↗ 943,6  |

## Административно-территориальное устройство
С 2017 года на территории Воронежской области существуют 479 муниципальных образований, в том числе 3 городских округа (Воронежский, Борисоглебский, Нововоронежский), 31 муниципальный район, 28 городских поселений, 417 сельских поселений.

## Населённые пункты
Населённые пункты с численностью населения более 10 000 человек
| Воронеж      | ↘1 041 722 |
| Россошь      | ↘59 568    |
| Борисоглебск | ↘57 682    |
| Лиски        | ↘51 778    |
| Новая Усмань | ↗36 540    |
| Острогожск   | ↘30 549    |

| Нововоронеж  | ↘30 434 |
| Семилуки     | ↗28 103 |
| Бутурлиновка | ↘23 648 |
| Павловск     | ↘21 409 |
| Бобров       | ↘20 413 |
| Калач        | ↘16 635 |

| Поворино     | ↘16 224 |
| Анна         | ↘14 597 |
| Грибановский | ↘14 485 |
| Богучар      | ↘14 165 |
| Таловая      | ↘10 815 |
| Кантемировка | ↘10 191 |

## Достопримечательности

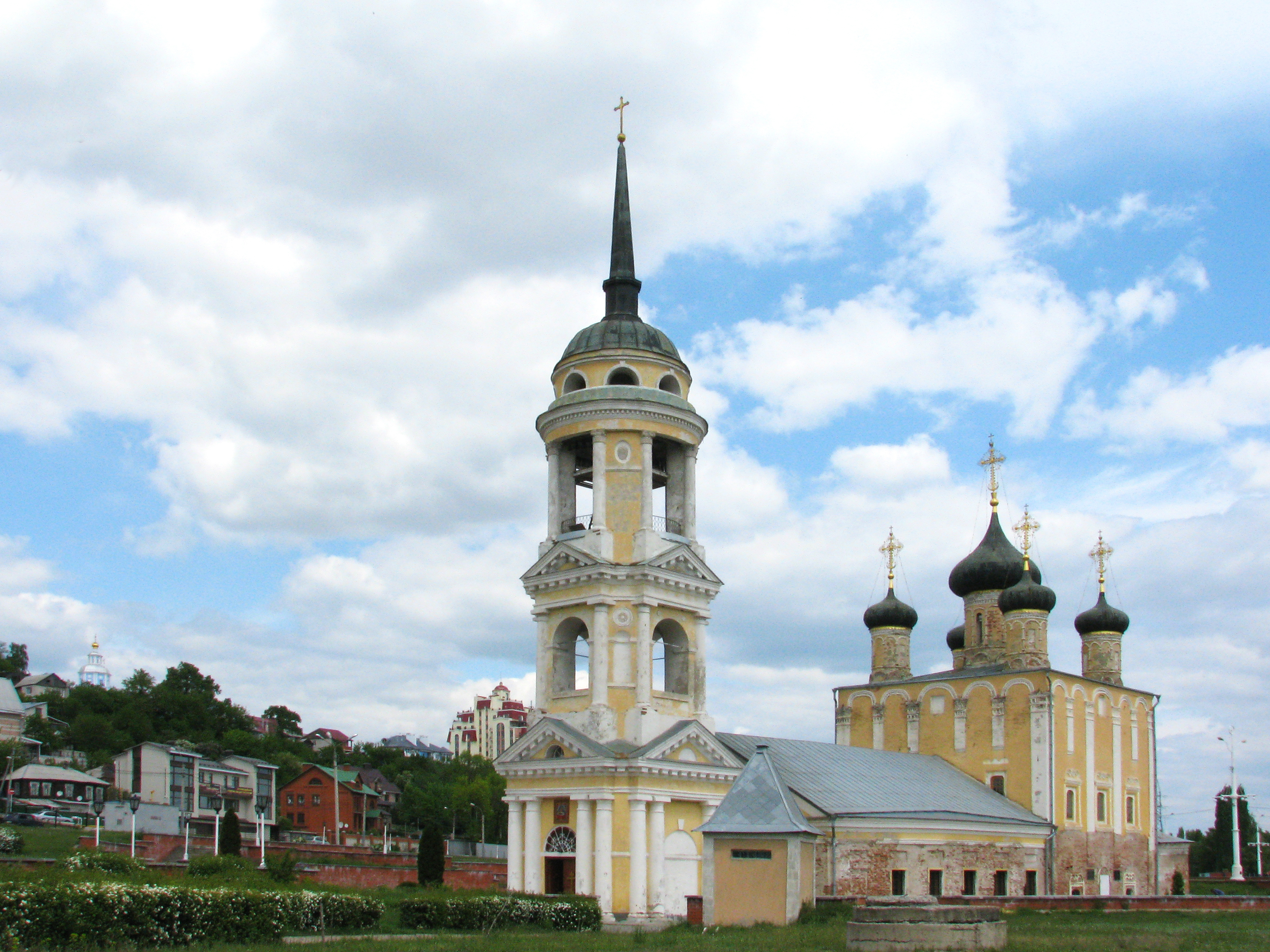
Успенская церковь XVII века в Воронеже

Область обладает значительным рекреационным и туристическим потенциалом, который до конца не реализован. Помимо известных своим благоприятным воздействием на человека сосновых боров и дубрав в долине реки Воронеж, наиболее известен историко-культурный памятник в области, популярный пока в основном у внутриобластных туристов — Дивногорье, который представляет собой православный храм, выдолбленный русскими монахами в толще огромной меловой горы на берегах реки Тихая Сосна в Лискинском районе. В области имеется множество летних и зимних туристических баз, санаториев, заказников и заповедников. В районе деревни Костёнки Хохольского района находится палеолитический памятник Маркина гора (37 тыс. лет), входящий в Костёнковский комплекс стоянок.

## Образование
По состоянию на 11 июля 2016 года в Воронежской области действующую лицензию имели 22 ВУЗа и 12 филиалов.

## Доходы региона, уровень зарплат
Среднемесячная зарплата в 2017 году — 28 тыс. руб., средняя пенсия — 12,4 тыс. руб.
В 2019 году расходы областного бюджета запланированы на уровне 117 млрд руб, доходы — 108,6 млрд руб. Доходная часть бюджета по итогам 2018 года исполнена в размере 113,1 млрд рублей, из них безвозмездные поступления 30,9 млрд руб.

## Рыболовство
На территории Воронежской области активно развивается спортивное и любительское рыболовство, большие рыбные угодья способствуют этому — четыре крупнейших реки области: Дон, Воронеж, Хопёр и Битюг, и большое количество искусственных прудов богаты самой разнообразной рыбой: щука, судак, карп (сазан), сом, карась, окунь, линь, краснопёрка, плотва, уклейка, бирюк, лещ, густера, жерех, синец, язь, голавль, елец, ёрш, подуст, шемая, амур, налим (в настоящее время довольно редок и включён в региональную Красную Книгу), в прудах иногда встречаются редчайшие для этих мест форель и осётр.

## Воронежская область в филателии
Один раз в пять лет в Российской Федерации издаются почтовые марки с символами нескольких российских регионов.
В 2009 году им стала и Воронежская область. Для выбора того, что будет изображено на марках проводился конкурс, на который сотрудники воронежского главпочтамта посылали около 50 эскизов. Среди них были изображения памятника Петру I, Успенской церкви, Адмиралтейской площади и др. В результате были выбраны дворец Ольденбургских, меловые горы под селом Сторожевое и летящий самолёт Ил-96, символизирующий Воронежский авиационный завод.
Также была выпущена почтовая марка СССР, посвящённая 400-летию столицы области — города Воронежа.

Почтовые марки
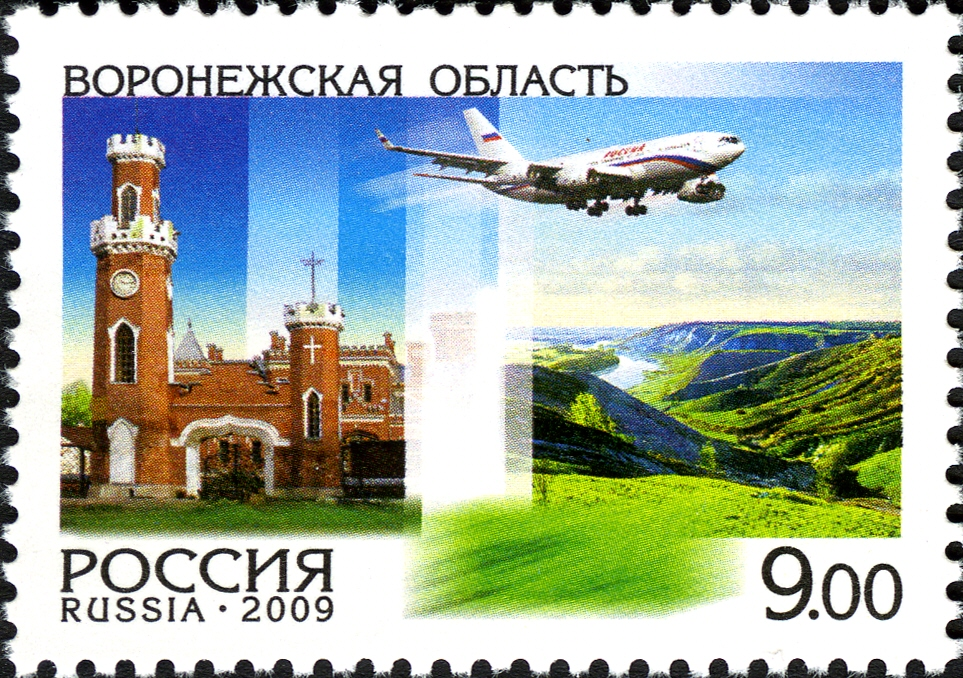
Марка почты России посвящённая Воронежской области, 2009 год
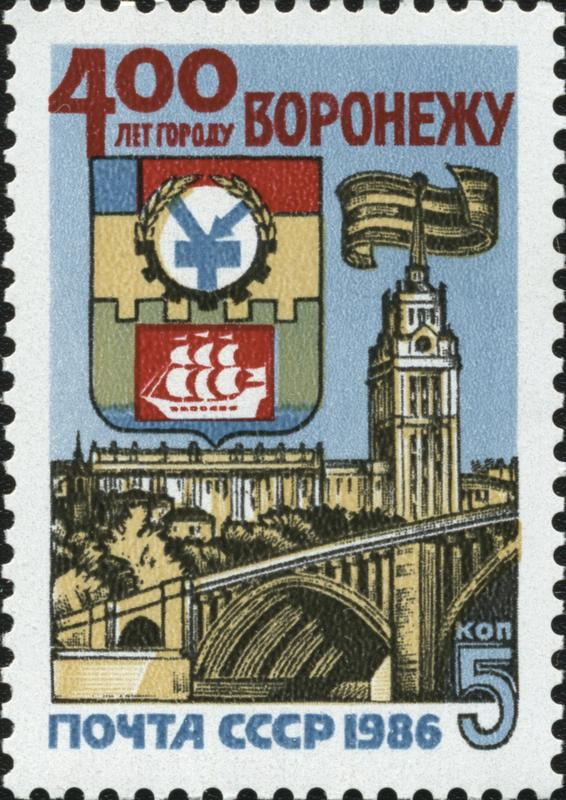
Почтовая марка СССР, 1986 год

## Награды
- Орден Ленина (15 марта 1935) — за выдающиеся успехи в течение ряда лет в области сельского хозяйства, равно как в области промышленности.
- Орден Ленина (17 декабря 1956) — за проявленную инициативу по досрочному выполнению решений XX съезда КПСС об увеличении производства и сдачи государству продуктов животноводства, и успешное выполнение принятых обязательств.

## Воронежская область в нумизматике
- В 2008 году Центральным банком Российской Федерации была выпущена монета (3 рубля, серебро 925, пруф) из серии Памятники архитектуры России с изображением на реверсе Успенской Адмиралтейской церкви (XVII в.) г. Воронежа[63].
- В 2009 году Центральным банком Российской Федерации была выпущена монета (3 рубля, серебро 925 — золото 999, пруф) из серии Памятники архитектуры России с изображением на реверсе Покровского собора г. Воронежа[64].
- В 2011 году Центральным банком Российской Федерации была выпущена монета (10 рублей, латунь/мельхиор, анциркулейтед) из серии Российская Федерация с изображением на реверсе герба Воронежской области[65].
- В 2011 году Национальным банком республики Беларусь была выпущена монета (20 рублей, серебро Ag 925, пруф) из серии «Мир скульптуры» («Палеолитическая Венера. Костёнки») с изображением на реверсе древнейшей статуэтки палеолитической Венеры (найдённой в селе Костёнки Воронежской области), которая символизирует богиню плодородия[66].
- В 2012 году Центральным банком Российской Федерации была выпущена монета (10 рублей, сталь с латунным гальваническим покрытием, анциркулейтед) из серии Города воинской славы с изображением на реверсе герба Воронежа[67].